# Arbroath FC 36 - 0 Bon Accord FC
Arbroath 36 - 0 Bon Accord es el resultado de un partido de fútbol entre Arbroath y Bon Accord que tuvo lugar el 12 de septiembre de 1885.
Fue el mayor margen de victoria en el fútbol profesional hasta el partido del 31 de octubre de 2002 entre el AS Adema y el SO l'Emyrne, un partido lanzado en el que el SO l'Emyrne marcó deliberadamente goles en propia meta como protesta por decisiones arbitrales anteriores.
El árbitro de este partido fue Dave Stormont.

## Antecedentes
El Arbroath se enfrentó al Bon Accord en la primera ronda de la Copa de Escocia que se jugó el 12 de septiembre de 1885. El sorteo daba ventaja al Bon Accord como local, pero el club decidió cambiar la eliminatoria a Gayfield.
Aunque el Arbroath se había fundado sólo siete años antes, en 1878, ya tenía mucha más experiencia que el Bon Accord, que sólo tenía un año. Algunas fuentes afirman que el Bon Accord era en realidad el Orion Cricket Club, que había recibido la confirmación de inscripción de la Scottish FA en lugar del Orion FC. Sin embargo, en realidad el Bon Accord se había formado en 1884 como club de fútbol de buena fe, mientras que el Orion FC no se constituyó hasta octubre de 1885, mucho después de que se hubieran disputado las rondas iniciales de la Copa de Escocia. «Bon Accord» se utilizó para conmemorar la consigna que inició el asalto al castillo de Aberdeen durante las guerras de independencia de Escocia. En aquella época, cualquier equipo con sede en Escocia podía participar en la Copa sin ninguna experiencia previa.

## El partido
Se dice que el Bon Accord llegó al partido sin ningún tipo de equipación de fútbol estándar, un presagio de lo que estaba por venir. Con equipos tan desiguales, era probable que el Arbroath ganara fácilmente, pero incluso en aquellos días en los que los partidos con muchos goles eran habituales, el resultado no tenía precedentes.
El Arbroath ganaba 15-0 en el descanso y marcó otros 21 goles en la segunda parte. El Scottish Athletic Journal de la época escribió: «El cuero cayó entre los tres palos 41 veces, pero cinco de ellas fueron anuladas. Aquí y allá se veían aficionados con la hoja de anotación y el lápiz en la mano, anotando los goles como se anotan las carreras en un partido de críquet». El árbitro Dave Stormont afirmó más tarde que, de haber sido más duro con el equipo de Aberdeen, el Arbroath podría haber ganado 43-0. Stormont dijo: «Lo único que lamento es haber anulado siete goles, porque, aunque podían parecer dudosos desde el punto de vista del fuera de juego, los Maroons llevaban el balón tan rápido desde el centro del campo, y pasaban tan cerca y tan rápido, que era muy dudoso que estuvieran en fuera de juego». Otros informes afirman que sólo se anularon 4 goles. Se afirma que el portero del Arbroath, Jim Milne Sr., no tocó el balón en todo el partido y se pasó todo el encuentro refugiándose de la lluvia bajo el paraguas de un espectador.
John Petrie, de 18 años, marcó 13 goles, lo que sigue siendo el récord de goles marcados en un torneo de selecciones absolutas, aunque fue igualado por Archie Thompson cuando Australia derrotó a Samoa Americana por 31-0 el 11 de abril de 2001 en un partido de clasificación para la Copa Mundial de 2002.

## Secuelas
En las siguientes rondas de la Copa de Escocia, el Arbroath venció a su rival local, el Forfar Athletic, por 9-1 en la segunda ronda y al Dundee East End por 7-1 en la tercera ronda, antes de perder por 5-3 ante el Hibernian en la cuarta ronda, marcando un total de 55 goles en la Copa de Escocia de esa temporada. El Bon Accord sí ganó una eliminatoria de Copa en 1891-92, al golear a domicilio al Stonehaven por 8-0 en la primera ronda, pero acabó despidiéndose al final de la temporada.